# Rob Britton
Rob Britton (Regina, 22 september 1984) is een voormalig Canadees wielrenner die reed voor Rally-UHC Cycling. In 2015 won hij – zonder een etappe te winnen – de Ronde van de Gila.
Britton werd in 2019 Canadees kampioen tijdrijden. Hij was veertien seconden sneller dan recordkampioen Svein Tuft.

## Overwinningen
2015
Eindklassement Ronde van de Gila
2017
Bergklassement Ronde van de Gila
5e etappe Ronde van Beauce
3e etappe Ronde van Utah
Eindklassement Ronde van Utah
2018
Eindklassement Ronde van de Gila
2019
 Canadees kampioen tijdrijden

## Resultaten in voornaamste wedstrijden
|      | \| Jaar \| \| WK op de weg \| \| ---- \| \| ------------ \| \| 2018 \| \| 76e \| |              |
| Jaar |                                                                                  | WK op de weg |
| 2018 |                                                                                  | 76e          |

## Ploegen
- 2010 –  Bissell Pro Cycling Team
- 2011 –  Bissell Cycling Team
- 2013 –  Team Raleigh
- 2014 –  Team SmartStop
- 2015 –  Team SmartStop
- 2016 –  Rally Cycling
- 2017 –  Rally Cycling
- 2018 –  Rally Cycling
- 2019 –  Rally-UHC Cycling
- 2020 –  Rally Cycling
- 2021 –  Rally Cycling

Berthou · Blain · Briggs · Britton · Christian · Hampton · Holmes · Lang · Moses · Norris · O'Brien · Oliphant · Scully · Stewart · Witmitz
Bell · Berry · Britton · Cogburn · Haga · Kline · Kocjan · Kyer · Livermon · de Luna · Marcotte · McCabe · Myerson · Torckler · Dahl (stagiair)
Anderson · Anthony · Britton · Carpenter · Dal-Cin · de Vos · Ellsay · Huff · Huffman · Joyce · Magner · McNulty · Murphy · Oronte · Pate · Young